# Andrej Romanovics Csikatilo
Andrej Romanovics Csikatilo (ukránul: Андрій Романович Чикатило, Jablocsnoje, 1936. október 16. – Novocserkasszk, 1994. február 14.) az egyik legismertebb szovjetunióbeli sorozatgyilkos. A rosztovi rém néven is ismert. 1978–1990 között 53 bizonyított gyilkosságot követett el. Ő maga 56 gyilkosságot ismert be, de a nyomozás adatai szerint az áldozatok száma elérhette a 65-öt is. A gyilkosságok nagy részét a Rosztovi területen követte el, de gyilkolt Ukrajnában és Üzbegisztánban is. Golyó általi halálra ítélték, 1994-ben kivégezték.

## Gyerekkor
Csikatilo Jablocsnoje faluban született a Szumi területen, amely akkoriban az Ukrán Szovjet Szocialista Köztársasághoz tartozott. Születésekor az ország még a holodomor következményeitől szenvedett, amelyet a Sztálin által vezetett szovjet kormányzat idézett elő.
Szülei a kolhozban dolgoztak, mint fizikai munkások, nem kaptak bért munkájukért, csak azt, hogy megmunkálhatják az egyszobás házuk mögötti szántóföld egy kis részét. A család éhezett, Csikatilo később elmondta, hogy 12 éves koráig nem evett kenyeret, sőt kénytelenek voltak néha füvet és leveleket enni, hogy csillapítsák éhségüket. Anyja, Anna, többször is elmondta neki, hogy az ő születése előtt volt egy bátyja, Sztyepan, akit 4 éves korában elraboltak és megettek az éhező szomszédaik, de sohasem derült ki, hogy ez az eset valóban megtörtént-e. Csikatilo a gyerekkorára úgy emlékezett vissza, mint a nélkülözés, a szegénység, a háború és az éhség időszakára.
Anyja állandóan szidta. Húga később úgy emlékezett vissza, hogy az életkörülmények nehézségei ellenére apjuk, Roman, kedves ember volt, míg anyjuk durva és könyörtelen volt velük, a gyerekeivel szemben.
Mikor a Szovjetunió belépett a második világháborúba, Csikatilo apját elvitte a Vörös Hadsereg, majd fogságba került miután egy csatában megsérült. Csikatilo szemtanúja volt azoknak a rémtetteknek, amelyeket a nácik követtek el Ukrajnában 1941 és 1944 között. Borzalommal mesélt az átélt és látott bombázásokról, a gyújtogatásokról és lövöldözésekről, amelyek elől anyjával vagy a pincébe vagy árkokba bújtak el. Egyszer pedig erőszakkal kényszerítették őket arra, hogy nézzék végig amint földig ég a házuk. Ebben az időszakban Csikatilo az anyjával aludt egy ágyban. Csikatilo az ágybavizelés krónikus gyerekbetegségében szenvedett és anyja minden egyes alkalommal leszidta és megverte amikor éjszaka bevizelt.
1943-ban anyja egy lányt szült, Tatyjanát. Mivel apja 1941 óta nem került elő, ezért ő nem lehetett a gyerek apja. Nagy valószínűséggel a gyermek egy német katona által elkövetett erőszaktevés eredményeként született.
1944-ben Csikatilo elkezdte az iskolát. Ahogy később visszaemlékezett, annak ellenére, hogy szerény és lelkes gyerek volt, fizikailag gyengének számított, rendszeresen otthon készített ruhákban járt iskolába, majd 1946-tól, a háború utáni pusztító éhínség által okozott éhség miatt gyakran elájult mind otthon mind az iskolában. Hamar a többiek gúnyolódásának tárgya lett, mind kinézete mind félénk természete miatt.
Csikatilo rendszeresen memorizálta az adatokat és gyakran tanult otthon, azért hogy növelje önbecsülését illetve az iskolában tanulást akadályozta rövidlátása is, mivel nem látta rendesen a táblát. Tanárai szerint kiváló diák volt, gyakran dicsérték meg.

## Serdülőkor
Csikatilo mintadiák volt és lelkes kommunista. 14 évesen megbízták az iskolai újság szerkesztőjének, majd két évvel később a Komszomol vezetőjének is. Sok kommunista irodalmat olvasott, később övé lett a feladat, hogy szervezze meg az utcai felvonulásokat. Később azt állította, hogy nehezen tanult, mivel gyakran fejfájás gyötörte és a memóriája sem volt túl jó, ennek ellenére ő volt az egyetlen diák a kolhozból, akinek sikerült letennie az utolsó évi vizsgákat 1954-ben.
Pubertáskor elején felfedezte, hogy krónikus impotenciában szenved, mely tovább rontott az önbizalmán és a szociális viselkedésén. Szégyenlős volt a lányok társaságában; 17 évesen lett először szerelmes, a lány neve Lilja Bariseva volt és az iskolaújság révén ismerkedtek meg, de annyira ideges és zavart volt a lány társaságában, hogy sosem kért tőle randevút. Ugyanebben az évben húgának egyik 11 éves barátnőjét leteperte a földre és ejakulált miközben a lány vergődött a karjaiban.
Az érettségit követően, Csikatilo jelentkezett egy ösztöndíjra a Moszkvai Állami Egyetemre, de hiába tett sikeres felvételi vizsgát eredménye nem volt elég, hogy bekerüljön. Csikatilo arra gondolt, hogy biztosan apja háborús tevékenysége miatt utasították el a felvételét (apját a fogsága alatt árulónak bélyegezték), de az igazság az, hogy a többi tanuló eredményesebben tette le a felvételi vizsgát, mint ő. Nem jelentkezett másik egyetemre, ehelyett Kurszkba utazott és három hónapig fizikai munkásként dolgozott, majd beiratkozott egy szakiskolába, ahol rádiótechnikusnak tanult. Ugyanebben az évben, 1955-ben, alakult ki első komoly kapcsolata egy nála két évvel fiatalabb helyi lánnyal. Három alkalommal megpróbáltak szeretkezni, de Csikatilo egyetlen alkalommal sem volt képes az erekcióra. A lány végül 18 hónap után szakított vele.

## Katonai szolgálat
A kétéves szakiskola elvégzése után Csikatilót az Urálban lévő városba, Nyizsnyij Tagilba küldték, hogy egy hosszútávú projekten dolgozzon. Két évig dolgozott itt, majd 1957-ben bevonult a fegyveres erőkhöz.
A hároméves kötelező katonai szolgálatot 1957 és 1960 között töltötte le a KGB Határőrségnél. Először Közép-Ázsiában, majd egy híradó egységnél Berlinben. Nem volt rá panasz és 1960-ban, röviddel a leszerelése előtt belépett a Szovjetunió Kommunista Pártjába.
Leszerelés után hazatért szülőfalujába és a szüleivel élt. Itt megismerkedett egy fiatal elvált asszonnyal, kapcsolatuk három hónapig tartott. A kapcsolatuknak a többszörös, sikertelen együttlétek miatt lett vége, mikor az asszony az ismerőseitől szeretett volna tanácsot kérni, mit csináljon Csikatilo, hogy merevedése legyen. Ennek eredményeképpen sok mindenki előtt kiderült Csikatilo impotenciája. Egy kihallgatásán, 1993-ban erre az esetre utalva kijelentette: „A lányok a hátam mögé léptek és azt suttogták, hogy impotens vagyok. Nagyon szégyelltem magam. Megpróbáltam felkötni magam. Anyám és pár fiatal szomszéd szedett ki a hurokból... El kellett menekülnöm onnan, a szülőföldemről.”

## Rosztov-na-Donu
Pár hónappal később Csikatilo munkát kapott egy Rosztov-na-Donu melletti Rogyionovo-Nyeszvetajszkaja nevű településen, mint távközlési mérnök és egy kis lakást bérelt a munkahelye közelében. Ugyanebben az évben húga, Tatyjana, elvégezte az iskolát és odaköltözött Csikatilóhoz (nem sokkal ezután szüleik is ugyanabba a körzetbe költöztek át). Tatyjana 6 hónapig lakott együtt Csikatilóval, majd összeházasodott egy helyi fiatalemberrel és elköltözött az anyósáékhoz. Nem talált semmi kivetnivalót bátyja életvitelében, csak azt, hogy nagyon félénk a nőkkel szemben és ezért elhatározta, hogy segít Csikatilónak társat találni és családot alapítani.

## Házasság
Csikatilo 1963-ban összeházasodott Feodoszija Szemenovával (lánykori neve Odnacseva), akinek a húga mutatta be korábban. Annak ellenére hogy vonzódott Feodoszijához, Csikatilo úgy vélte, hogy házasságuk esetében nem egymást választották ki, hanem a nász a húga és annak férje tevékenysége révén jött össze.
Csikatilo később elmondta, hogy a szexuális életük minimális volt és mikor felfedte a felesége előtt, hogy képtelen az erekcióra, megegyeztek abban, hogy a férfi a felesége testén kívül ejakulál és az asszony pedig az ujjai segítségével juttatja be férje spermáját a vaginájába. 1965-ben megszületett lányuk, Ljudmila, majd 4 évvel később fiuk, Jurij.

## Tanárként
1970-ben Csikatilo sikeresen elvégezte a Rosztovi Állami Egyetem Filológia Karán az orosz nyelv és irodalom szakát levelezős tagozaton. Előtte, 1965-től, az SZKP járási bizottságától kapott egy állást, amelyben a helyi sporttevékenységek szervezése lett a feladata. Egy évig maradt ebben a pozícióban, mielőtt megkezdte volna orosz nyelv és irodalom tanári karrierjét Novosahtyinszkban.
Csikatilo nem volt jó tanár: habár a szükséges tudás birtokában volt, képtelen volt fegyelmet tartani az osztályában és rendszeresen a diákok gúnyolódásának középpontjába került, akik, ahogy mondta, kihasználták a szerény természetét.
Nem bizonyítható, de kizárni sem lehet azt a feltételezést, hogy a gyermekgyilkosság és orgazmus összefüggéséről orosz irodalmi tanulmányai során szerzett tudomást vagy megerősítést. Dosztojevszkij Feljegyzések a holtak házából c. regényének (1862) harmadik (Első benyomások című) fejezetében olvasható ez a megdöbbentő mondat: „Azt is rebesgették, hogy régebben nagy előszeretettel gyilkolt kisgyermekeket, csupán kedvtelésből; kicsalja valami megfelelő helyre a gyereket, először ijesztgeti, kínozza, s mikor már eleget gyönyörködött a szegény kis áldozat félelmében és remegésében, lassan, módjával és nagy gyönyörrel meggyilkolja.”

## Szexuális zaklatások
1973 májusában Csikatilo szexuálisan zaklatta egyik tanulóját: egy 15 éves lány közelébe úszott, majd tapogatni kezdte a mellét és a szeméremdombját, de nem büntették meg emiatt. Egy hónappal később egy másik diákot zaklatott az osztályteremben. Az iskolaigazgató a diákok panaszai miatt berendelte Csikatilót egy hivatalos találkozóra, ahol közölték vele, vagy felmond magától vagy elbocsátják. Csikatilo végül otthagyta az állást, majd Novoshahtyinszk szakmunkásképző iskolájában helyezkedett el oktatóként. 1978-ban létszámcsökkentés miatt innen is el kellett mennie, végül egy újabb tanári pozíciót talált Sahtiban.
Csikatilo tanári karrierje végül 1981 márciusában ért véget, miután számos molesztálási panasz érkezett mindkét nembeli diákoktól. Még ugyanebben a hónapban beszerzőként kezdett dolgozni egy rosztovi székhelyű építőanyag gyárban. Ebben a munkakörben Csikatilónak gyakran kellett utaznia a Szovjetunióban, egyrészről, hogy nyersanyagokat szerezzen be, másrészt pedig hogy szerződésekről tárgyaljon.

## Az első gyilkosságok

### Jelena Zakotnova
1978 szeptemberében Csikatilo Sahtiba költözött, ahol elkövette az első dokumentált gyilkosságát. December 22-én a 9 éves Jelena Zakotnovát egy öreg házba csalogatta, amelyet titokban megvett. Megpróbálta a lányt megerőszakolni, de erekció hiánya miatt nem sikerült neki. A lány küzdött, Csikatilo pedig fojtogatta majd háromszor megszúrta a hasán, és miközben szurkált ejakulált. Letartóztatása után, Csikatilo elmondta hogy a lány miután megszurkálta – „mondott valamit nagyon rekedten” – , erre ő addig fojtogatta, amíg a lány el nem ájult, majd testét a közeli folyóba dobta. A lányt két nappal később találták meg.
Számtalan jel mutatott arra, hogy Csikatilo ölte meg Zakotnovát: vérnyomokat találtak Csikatilo háza közelében, a szomszédok látták hogy otthon volt december 22-én este, az utca végén lévő folyókanyarulattal szemben megtalálták Zakotnova iskolatáskáját (ami arra utalt, hogy ott dobták a folyóba), és egy szemtanú Csikatilóra nagyon hasonlító leírást adott egy férfiről, akivel a lányt beszélgetni látták a buszmegállóban. Mindezek ellenére egy 25 éves fizikai munkást, Alekszandr Kravcsenkót tartóztatták le a gyilkosságért, akinek fiatalkorában már volt dolga a rendőrséggel egy vandalizmus ügy kapcsán. Kravcsenko otthonának átkutatásakor vérfoltokat találtak a felesége pulóverén, a vérnyomról kiderült hogy ugyanolyan vércsoportú, mint Zakotnováé illetve Kravcsenko feleségéé.
Kravcsenkónak kifogástalan alibije volt december 22-én délutánra: egész délután otthon tartózkodott a feleségével és annak barátjával, és ezt a szomszédok is megerősítették. Ennek ellenére a rendőrség, megfenyegetvén Kravcsenko feleségét, hogy bűnrészességgel vádolják, barátját pedig hamis esküre vették rá, új vallomásokat csikart ki, amelyben a feleség kijelentette, hogy Kravcsenko a gyilkosság napján késő estig nem ért haza. Ezeknek a vallomásoknak a hatására, Kravcsenko beismerte a gyilkosságot. 1979-ben állították bíróság elé. A tárgyalás során Kravcsenko visszavonta a vallomását és ártatlanságát hangoztatta, kijelentette, hogy a beismerő vallomást erőszakkal csikarták ki belőle. Tiltakozása ellenére bűnösnek találták és halálra ítélték, melyet végül 15 év börtönbüntetésre (az ekkoriban kiadható legnagyobb büntetés) változtattak. Az áldozat hozzátartozói miatt azonban Kravcsenkót újra bíróság elé állították, és végül kivégezték Jelena Zakotnova meggyilkolásáért 1983 júliusában.
Zakotnova halála után Csikatilo csak akkor tudott felizgulni és szexuálisan kielégülni, ha nőket vagy gyerekeket szurkálhatott halálra.

### A második és az azt követő újabb gyilkosságok
1981. szeptember 3-án Csikatilo, miközben éppen a rosztovi könyvtárból lépett ki, felfigyelt a buszmegállóban várakozó 17 éves kollégista Larisza Tkacsenkóra. Csikatilo azzal az ürüggyel csalta a lányt egy Don melletti erdőbe, hogy isznak egy kis vodkát és pihennek. Mikor egy elhagyatott részhez értek a férfi földre lökte a lányt majd letépte róla a ruhát és megpróbálta megerőszakolni. Ismét nem sikerült erekciót produkálnia, így sarat tömött a lány szájába hogy ne tudjon sikítani, majd addig ütlegelte és fojtogatta a lányt, amíg meg nem halt. Mivel nem volt nála kés, ezért a fogaival csonkította meg a holttestet, a lány egyik mellbimbóját is leharapta.
1982. június 12-én Csikatilo Rosztov közeli Bagajevszkajai járásba buszozott, hogy zöldséget vegyen. Donszkoj faluban át kellett szállnia egy másik buszra, de inkább gyalog folytatta az útját. Útközben találkozott a 13 éves Ljubov Birjukkal, aki bevásárlásból tartott hazafelé. Mikor olyan részhez értek amelyet bokrok takartak el a kíváncsi szemek elől, megragadta a lányt bevonszolta a közeli aljnövényzetbe, letépte a ruháját, majd halálra szurkálta és vagdosta. Mikor június 27-én megtalálták a holttestet, a halottkém összesen 22 késszúrást számolt össze a fejen, a nyakon, a mellkason és a szeméremtájékon.
Birjuk megölése után Csikatilo nem tudott uralkodni tovább gyilkos ösztönein: 1982 júliusa és szeptembere között további öt, 9 és 19 év közötti áldozattal végzett. Gyerekeket, otthonról megszökött fiatalokat, és csavargókat próbált leszólítani busz vagy vasútállomások környékén, majd elcsalta őket egy közeli erdős vagy félreeső helyre ahol megölte őket, rendszerint leszúrta, felvágta és kibelezte áldozatait egy késsel, habár néhány áldozatát, amellett, hogy megcsonkította őket, megfojtotta illetve agyonverte.
Csikatilo felnőtt női áldozatai többnyire prostituáltak illetve hajléktalan nők voltak, akiket alkohol vagy pénz ígéretének segítségével csalt be elhagyatott helyekre. Megpróbált szexuálisan érintkezni velük, de képtelen volt a merevedésre. Ettől gyilkos dühbe jött, különösen ha a nők gúnyolódtak vele emiatt. Csak akkor volt képes az orgazmusra, miközben halálra szurkálta az áldozatokat. A gyerek áldozatait mindkét nemből egyaránt szedte. Őket különböző trükkökkel vette rá arra hogy kövessék valami elhagyatott helyre: általában beszélgetni kezdett velük, felajánlotta a segítségét vagy társaságát, például, hogy mutat egy rövidebb utat, vagy ritka bélyeget, érmét, vagy ennivalót, cukorkát ad. Amikor már kettesben volt velük, megfélemlítette őket, gyakran a hátuk mögé kötötte a kezüket, mielőtt sárral vagy agyaggal betömte a szájukat hogy ne sikítsanak, majd megölte őket. A gyilkosság után megpróbálta elrejteni a holttestet, de nem fordított rá különösebb gondot.
1982. december 11-én Csikatilo a buszon találkozott a 10 éves Olga Sztalmacsonokkal és rávette a lányt hogy szálljon le vele a buszról. A lányt utoljára utastársai látták, amint a kezénél fogva vezeti egy középkorú férfi. Sztalmacsonokot Csikatilo egy kukoricaföldre csalta majd több, mint 50 késszúrással megölte, felvágta a mellkasát, kivágta a beleit és a méhét.

### Nyomozás
1983 januárjára további 4 hasonlóképpen megölt áldozat ugyanarra a tettesre utalt. Moszkvából egy rendőri egységet küldtek Rosztovba, amit Mihail Fetyiszov őrnagy vezetett, azzal a céllal, hogy irányítsa a nyomozást. Fetyiszov a nyomozást elsősorban Sahtira és környékére koncentrálta és a törvényszéki analitikust, Viktor Burakovot, jelölte ki, hogy vezesse a nyomozást. Áprilisban találták meg Olga Sztalmacsonok holttestét.
Csikatilo egészen 1983 júniusáig nem hallatott magáról, amikor megölte a 15 éves örmény Laura Szarkiszjant, akinek a holttestét egy Sahtihoz közeli elhagyott vasúti vágány mellett találták meg. Szeptember folyamán Csikatilo még további 5 áldozattal végzett. Az egyre több megtalált holttest és a rajtuk található hasonló sebek és sérülések okán a szovjet hatóságok arra a következtetésre jutottak, hogy egy sorozatgyilkossal van dolguk. 1983. szeptember 6-án a szovjet ügyész 6 gyilkosságot ugyanazzal az elkövetővel kapcsolt össze.
Mivel a holttestek megcsonkítása szakszerűnek tűnt, ezért a rendőrség arra a következtetésre jutott, hogy a gyilkosságok vagy egy belső szervekkel kereskedő csoporthoz köthetőek, vagy valamilyen sátánista társaság hajtotta végre őket, esetleg egy mentálisan beteg személy. A rendőrség leginkább az utóbbira összpontosította a figyelmét, a tettes szerintük egy mentálisan beteg, egy homoszexuális vagy egy pedofil lehet, ezért az összes olyan személynek az alibijét, akik már átestek pszichiátriai kezelésen vagy pedofília illetve homoszexualitás miatt ismertek voltak, a rendőrség leellenőrizte, majd jegyzékbe vette őket. A korábban szexuális bűncselekményeket elkövetetteket is nyilvántartásba vették, de ha az alibijük igazolt volt, akkor törölték őket a listából.
1983. szeptember elejére több különböző férfi is beismerte a gyilkosságokat, azonban sokan közülük értelmi fogyatékosak voltak és csak hosszas, rendszerint erőszakot sem nélkülöző vallatások után ismerték be a bűneiket. Három ismert homoszexuális és egy korábban szexuális bűncselekményért elítélt férfi követett el öngyilkosságot a rendőrség brutális kihallgatásainak következtében. A kihallgatások eredményeként több, mint 1000 feltáratlan bűnügyet, köztük 95 gyilkosságot és 245 erőszakos közösülését oldottak meg.
Azonban a gyanúsítottak vallomásai ellenére, további holttesteket találtak és ez azt bizonyította, hogy nincs a gyanúsítottak között a gyilkos, akit a rendőrség keres: 1983. október 30-án Sahtiban találták meg a 19 éves prostituált, Vera Sevkun kibelezett holttestét, akit Csikatilo október 27-én ölt meg. Habár a holttesten található csonkolási sebek nem hasonlítottak a korábbi holttesteken található sérülésekre, ezt az esetet is az ismeretlen gyilkoshoz kötötték; az áldozat szemei nem voltak kivájva és egyéb sérülés sem látszott rajtuk. Két hónappal később, december 27-én Csikatilo a 14 éves gukovói Szergej Markovot csalta le a vonatról, majd a Kazacsji Lageri faluba vitte és megölte. Csikatilo Markovot kiherélte és kibelezte, több mint 70 késszúrást számoltak össze nyakán és a felsőtestén.

### 1984
1984 januárjában és februárjában Csikatilo két nővel végzett a rosztovi Aviátorok parkjában, március 24-én pedig a 10 éves Dmitrij Ptasnyikovot csalta el egy novosahtyinszki újságos kioszk elől. Néhány szemtanú, akik látták amint a fiúval sétált, elég részletes leírást adott róla a rendőrségnek. Ptasnyikov holttestét három nappal később fedezték fel és a rendőrség talált egy lábnyomot és az áldozat ruháján nyál és spermafoltokat. A spermafoltok analízise után kiderült, hogy a gyilkos vércsoportja AB.
Május 25-én újabb áldozatot szedett a férfi: megölte Tatyjana Petroszjant és annak 10 éves lányát. Petroszjan már korábban is ismerte Csikatilót. Július végéig további három fiatal nőt ölt meg illetve egy 13 éves fiút. 1984 nyarán Csikatilót lopásért kirúgták a munkahelyéről, de augusztus elsején már ismét munkába állt mint beszerzési hivatalnok.
Augusztus 2-án szintén a rosztovi Aviátorok parkjában megölte a 16 éves Natalja Goloszovszkaját. Augusztus 7-én a 17 éves Ljudmila Alekszejevát azzal csábította el a Donhoz, hogy mutat neki egy rövidebb utat a buszállomáshoz. Alekszejevát 33 késszúrással ölte meg mielőtt megcsonkította és kibelezte volna. A lány testét másnap reggel találták meg, levágott felső ajkával a szájában. Pár órával azután, hogy Alekszejevával végzett, Csikatilo Taskentbe repült egy üzleti útra. Mielőtt visszatért volna Rosztovba augusztus 15-én, végzett egy azonosítatlan fiatal nővel és egy 10 éves lánnyal. Két héten belül egy 11 éves fiú kiherélt, megfojtott és kivájt szemű holttestét találták meg Rosztovban, majd egy fiatal könyvtáros, Irina Lucsinszkaja tetemét a rosztovi Aviátorok parkjában szeptember 6-án.

## Első letartóztatás
1984. szeptember 13-án pontosan egy héttel az évben elkövetett 15 gyilkossága után, Csikatilo egy fiatal nőt próbált meg elcsalni a rosztovi buszállomásról. Ez feltűnt egy civil ruhás detektívnek, aki letartóztatta. Találtak nála egy kést és egy kötelet. Később az is kiderült hogy egy korábbi lopás miatt keresik, és ez jogot adott a nyomozóknak arra, hogy bent tartsák a rendőrségen. Csikatilo egyre gyanúsabbá vált és a kinézete is nagyban megegyezett azzal a személyleírással amit azok a szemtanúk adtak akik látták őt márciusban Dmitrij Ptasnyikovval, annak halála előtt. Vért vettek tőle, melynek elemzése után kiderült hogy a vércsoportja A, míg a korábbi áldozatokon megtalált és az ismeretlen gyilkoshoz tartozó spermafoltok esetében a vércsoportot AB-nek határozták meg. Csikatilo nevét felvették a korábban létrehozott nyilvántartásba, annak ellenére hogy a vércsoportja miatt nagy valószínűséggel nem ő lehet a keresett gyilkos. (Csikatilo letartóztatásával a rendőrség által, az üggyel kapcsolatos nyilvántartása már több, mint 25 000 személy adatait tartalmazta).
Csikatilót bűnösnek találták lopás vádjában és egy év börtönt kapott büntetésül, de három hónap után, december 12-én szabadon engedték.
1984. október elején az Orosz Ügyészi Hivatal már 23 gyilkosságot kapcsolt az ismeretlen elkövetőhöz és a korábban értelmi fogyatékosok által beismert gyilkosságokhoz kapcsolódó összes vádat ejtette.
A szeptember 6-án megölt Irina Lucsinszkaja után nem találtak több olyan holttestet, amely magán viselte volna a korábbi áldozatokon található jellegzetes csonkításokat; a nyomozók arra gondoltak, hogy a gyilkos biztos a Szovjetunió másik részébe költözött és ott folytatja tovább a gyilkolást. A rosztovi rendőrség hivatalos közleményt küldött szét a Szovjetunió egész területén, amelyben leírták a keresett gyilkos által ejtett jellegzetes sebeket, csonkításokat és megkérték őket, hogy jelezzék ha valahol hasonló sebekkel megölt áldozatra bukkannak. De nem jött semmilyen értesítés sehonnan. (Az üzbegisztáni rendőrség nem kapcsolta Csikatilóhoz az általa Taskentben elkövetett két gyilkosságot, mert az egyik esetben az áldozatot lefejezték, a másik esetben pedig a test annyira szét volt szabdalva, hogy a rendőrség arra a következtetésre jutott, hogy az áldozattal egy kombájn végzett).

### További öldöklés
Csikatilo börtönből szabadulása után Novocserkasszki Villamosmozdonygyárban helyezkedett el és kerülte a feltűnést. 1985. július 31-én gyilkolt ismét, amikor egy moszkvai üzleti útja során találkozott a 18 éves Natalja Pohlisztovával egy vasútállomáson a Domogyedovói nemzetközi repülőtér közelében. A férfi egy sűrű erdős részhez csalta a lányt, majd megkötözte, 38-szor megszúrta végül megfojtotta. Arra a feltételezésre alapozva, hogy a tettes repülőn utazott Rosztov és Moszkva között, a rendőrség lekérte az összes Aeroflot utas adatait akik július végén illetve augusztus elején valamelyik járaton utaztak. Csikatilo azonban vonattal utazott Moszkvába, és itt nem volt utaslista ami alapján a nyomozók tovább kutathattak volna. Egy hónappal később, augusztus 27-én, Csikatilo Sahtiban egy újabb fiatal nővel, Irina (vagy Inessza) Guljajevával végzett. Pohlisztova és Guljajeva holttestén található sebesülések alapján ezt a két gyilkosságot is a keresett sorozatgyilkoshoz kapcsolták.
1985 novemberében Issza Kosztojevet jelölték ki arra, hogy felülvizsgálja a nyomozást. A Rosztov környéki gyilkossági eseteket újra, figyelmesen átnézték, és újra kikérdezték a korábban szexuális bűncselekményekért elítélteket. A következő hónap során a rendőrség és a helyi polgárőrség ismét járőrözni kezdett a Rosztov környéki vasútállomásokon. A rendőrség bevonta a nyomozásba Alekszandr Buhanovszkij pszichiátert is, ez volt a Szovjetunióban az első ilyen eset egy sorozatgyilkos esetében.
Buhanovszkij egy 65 oldalas pszichológiai jellemzést készített a feltételezett gyilkosról, amelyben a tettest egy 45–50 év közötti, átlagos intelligenciájú, nagy valószínűséggel házas, vagy korábban házas személynek írta le, emellett egy szadista, aki csak akkor képes szexuális izgalomba jönni, ha látja, hogy áldozatai szenvednek.
Csikatilo figyelmesen követte az újságokban a nyomozást az ismeretlen sorozatgyilkos után, amely lassan kezdett megjelenni a médiában is, ezért megpróbálta kontrollálni gyilkos vágyait. Irina Guljajeva ellen 1985 augusztusában elkövetett gyilkosság után majdnem egy évig nem került elő újabb holttest sem Rosztov sem Moszkva környékén, amelyik magán viselte volna az ismeretlen tettes által okozott jellegzetes sérüléseket. A nyomozók a 33 éves Ljubov Golovaha meggyilkolását, akit 1986. július 23-án találtak meg, is az ismeretlen tetteshez kapcsolták, jóllehet csak azon az alapon tették ezt, hogy a gyilkos spermájának típusa megegyezett a keresett sorozatgyilkos spermájának típusával, illetve a holttestet levetkőztették és 20-szor megszúrták mielőtt meggyilkolták. Az áldozat nem volt feldarabolva sem megcsonkítva és nem látták tömegközlekedési csomópontok közelében sem. Ezen kétségek miatt sok nyomozó adott hangot abbéli meggyőződésének, hogy ezt a gyilkosságot nem az általuk keresett sorozatgyilkos követte el.
1986. augusztus 18-án egy holttestet találtak Batajszk város közelében az egyik kolhoz területén. Az áldozat magán viselte azokat a jellegzetes sérüléseket amelyeket az ismeretlen tettes követett el 1982 és 1985 között. Az áldozat a 18 éves Irina Pogorelova volt. Pogorelova teste fel volt nyitva a nyakától egészen a szeméremdombjáig, egyik melle le volt vágva, szemei ki voltak vájva.
1987-ben Csikatilo háromszor ölt. Mindhárom esetben a gyilkosságok akkor történtek mikor üzleti úton volt távol Rosztovtól, így ezeket az eseteket nem kapcsolták a nyomozók az embervadászatban keresett gyilkoshoz. Csikatilo májusban ölt először, ekkor a 13 éves Oleg Makarenkovot gyilkolta meg az uráli Revdában, majd 12 éves Ivan Biloveckijt az ukrajnai Zaporizzsjában, végül szeptember 15-én a 16 éves Jurij Tyeresonok kollégistát ölte meg Leningrád egyik külső erdős részén.

### Lelepleződés
1988-ban Csikatilo háromszor gyilkolt, egy ismeretlen nőt áprilisban Krasznij Szulinban és két fiút májusban és júliusban. Első áldozatát Krasznij Szulinnál lecsalta a vonatról, majd összekötötte a kezét a háta mögött, földdel betömte a száját, levágta az orrát, számtalanszor megszúrta a nyakán végül agyonverte egy betondarabbal. Az áldozatot április 6-án találták meg, amely magán viselte ugyan a jellegzetes sérüléseket, de nem volt kibelezve és egy betondarabbal ölték meg, így a nyomozók nem voltak biztosak abban, hogy ezt az esetet is az általuk keresett sorozatgyilkoshoz kapcsolják-e. Májusban Csikatilo végzett a 9 éves Alekszej Voronkóval az ukrajnai Ilovajszkban. Itt nem volt kétség afelől, hogy a sorozatgyilkos csapott le újra, így ezt az esetet is a keresett tetteshez kapcsolták. Július 14-én pedig a 15 éves Jevgenyij Muratovot gyilkolta meg a Donleszhoz állomásnál Sahti mellett. Muratov megölését is az ismeretlenhez kapcsolták, habár a testét csak 1989 áprilisában találták meg.
Csikatilo legközelebb 1989. március 8-án ölt, amikor lánya üres lakásában végzett a 16 éves női áldozatával.Testét feldarabolta és elrejtette a csatornában. Mivel a testet feldarabolták ezért a nyomozás során ezt az esetet nem kapcsolták össze a keresett sorozatgyilkos ügyével. Május és augusztus között Csikatilo további 4 áldozattal végzett, ezek közül hárommal Rosztovban és Sahtiban, de a rendőrség a négy eset közül csak kettőt kapcsolt a keresett személyhez.
1990. január 14-én Csikatilo egy sahti színház előtt találkozott a 11 éves Andrej Kravcsenkóval, akit egy közeli elhagyatott részhez csalt; kibelezett testét a következő hónapban találták meg. Hét héttel Kravcsenko meggyilkolása után, március 7-én, Csikatilo a rosztovi vasútállomásról csalta el a 10 éves Jaroszlav Makarovot a botanikus kertbe. A kizsigerelt áldozatot másnap fedezték fel.
Március 11-én a nyomozás vezetője, Mihail Fetyiszov, tanácskozást tartott amelyen megtárgyalták, hogyan folytassák az embervadászatot az ismeretlen ellen. Fetyiszovot mind a közvélemény, mind a belügyminiszter egyre jobban sürgette, hogy oldja meg az ügyet. Fetyiszov felhívta a figyelmet a nyomozás bizonyos területein fennálló hanyagságra és figyelmeztette az embereket, menesztik őket, hogyha nem sikerül hamarosan megoldani az ügyet.
1990-ben Csikatilo 3 áldozattal végzett: április 4-én a 31 éves Ljubov Zujevát csalta le a vonatról és a Donleszhoz állomás közeli erdős területen megölte, július 28-án a 13 éves Viktor Petrovot csalta el a rosztovi vasútállomásról a botanikus kertbe és ott gyilkolta meg, augusztus 14-én pedig a 11 éves Ivan Fomint ölte meg Novocserkasszk strandja melletti erdős területen.

## A csapda
Az újabb áldozatok felfedezése még nagyobb rendőrségi mozgósítást eredményezett. Mivel elég sok áldozatot egy rosztovi körzeten áthaladó vasútvonalhoz tartozó állomások környékén találtak meg, Viktor Burakov – aki 1983 januárjától volt megbízva a nyomozás vezetésével – azt javasolta, hogy az összes nagyobb állomásra egyenruhás rendőröket kell állítani, amelyek láttán a gyilkos nyilvánvalóan ezeken az állomásokon nem fog próbálkozni. Emellett viszont civil ruhás megfigyelőknek kell megfigyelésük alá vonni a kisebb és kevésbé zsúfolt vasútállomásokat, ahol a gyilkos viselkedése könnyebben megfigyelhető. A tervet elfogadták és mind az egyenruhás, mind a civil rendőröket utasították, hogy minden olyan felnőtt férfit kérdezzenek ki, akiket egy fiatal nő, vagy gyermek társaságában látnak és írják fel a nevüket, illetve a személyi igazolvány számukat. A rendőrség 360 emberrel vonult ki a rosztovi körzet vasútállomásaira, azonban a 3 legkisebb állomásra, ahol gyilkos sűrűn tevékenykedett – Kirpicsnaja, Donleszhoz és Leszosztyep – csak civil ruhás rendőröket állítottak, arra késztetvén a gyilkost, hogy ezeken az állomásokon próbáljon meg lecsapni újra. A műveletet 1990. október 27-én kezdték el.
Október 30-án a rendőrség megtalálta a 16 éves Vagyim Gromov holttestét, akit egyből a keresett gyilkoshoz kapcsoltak: megfojtották, kiherélték, nyelve hegyét levágták, bal szemét kinyomták és legalább 27-szer megszúrták. Gromovot október 17-én, tíz nappal a fenti művelet megkezdése előtt ölték meg. Azon a napon amikor Gromov holttestét megtalálták, Csikatilo a 16 éves Viktor Tyiscsenkót csalta le a vonatról a Kirpicsnaja vasútállomáson, amelyet megfigyelés alatt tartottak a civil ruhás rendőrök – majd a közeli erdőben megölte. Az áldozatot november 3-án találták meg 40 késszúrással a testében.

### Az utolsó gyilkosság és a megfigyelés
1990. november 6-án Csikatilo megölte és megcsonkította a 22 éves Szvetlana Korosztyikot a Donleszhoz vasútállomás közeli erdős területen. Egy álruhás rendőr felfigyelt rá miközben elhagyta a tett helyszínét, látta, amint egy kúthoz megy és megmossa a kezét illetve az arcát. Később észrevette azt is, hogy a férfi kabátján fű illetve a könyökénél sárfoltok vannak, az arcán pedig egy vörös folt éktelenkedik. Ezek miatt elég gyanúsnak tűnt számára a férfi. Az évnek ebben a szakaszában az emberek csak azért mentek az állomás melletti erdőbe, hogy gombát szedjenek, azonban Csikatilo nem úgy nézett ki, mint aki gombát szedne, öltözete is más volt, mint egy tipikus erdőjárónak. Ezen kívül kezében egy nylon sporttáskát cipelt, ami nem éppen alkalmas a leszedett gombák tárolására. A rendőr megállította Csikatilót és elkérte a papírjait, de nem talált rá semmi okot, hogy feltartóztassa. Mikor visszatért az irodájába, jelentést készített a napi feladatairól és leírta annak az embernek a nevét is, akit megállított az állomáson.
November 13-án megtalálták Korosztyik holttestét, ő volt a 36. áldozat, akit az embervadászathoz kapcsoltak. A rendőrség megvizsgálta az összes olyan embert, akit a megfigyelésben részt vevő rendőr az előző hét folyamán állított meg a Donleszhoz állomás környékén. Nem csak Csikatilo neve szerepelt a jelentésekben, azonban az ügyben részt vevő rendőröknek ismerős volt a neve, hiszen 1984-ben már kikérdezték illetve szerepelt a neve az 1987-ben összeállított és a Szovjetunióban szétküldött gyanúsítottakat felsoroló listán. Miután kiderítették Csikatilo jelenlegi és régebbi munkahelyeit, így a nyomozók kapcsolatot tudtak teremteni a különböző városokban elkövetett gyilkosságok és Csikatilo tartózkodási helye között a gyilkosságok idején. A korábbi tanár kollégái pedig elmondták a nyomozóknak, hogy Csikatilónak a tanulók ellen elkövetett szexuális zaklatás miatt kellett otthagynia állását.
November 14-én a rendőrség megfigyelés alá helyezte Csikatilót. Számos esetben, különösen vonaton és buszon, látták, amint egyedülálló fiatal nőkkel illetve gyerekekkel próbál beszédbe elegyedni. Ha a kiszemelt partnere megszakította a beszélgetést, akkor a férfi várt pár percet, majd másik beszélgetőpartner után nézett. November 20-án, a megfigyelés 6. napján, Csikatilo egy hálóban levő háromliteres befőttesüveggel a kezében lépett ki a házából, amibe egy helyi kioszkban sört vett, mielőtt kóborolni kezdett Novocserkasszk környékén és megpróbált kapcsolatba lépni azokkal a gyerekekkel, akikkel útja során találkozott. Végül mikor kilépett egy élelmiszerboltból, négy civil ruhás rendőr letartóztatta.

## Újabb letartóztatás
Letartóztatásakor Csikatilo kijelentette, hogy a rendőrség téved, és hogy őt már 1984-ben letartóztatták gyilkosságért ebben az ügyben. A gyanúsított átkutatása során újabb nyom került elő: Csikatilo egyik ujján friss sebet találtak, amelyről kiderült, hogy emberi harapástól származik. Csikatilo utolsó előtti áldozata egy 16 éves, jó erőben lévő fiú volt. A tetthelyen számos jelet találtak, melyek arról árulkodtak, hogy vad verekedés zajlott az áldozat és gyilkosa között. Annak ellenére, hogy később kiderült, Csikatilo egyik ujjcsontja el volt törve, illetve egyik ujjáról leesett a köröm, sosem fordult orvoshoz ezekkel a sérülésekkel.
A kutatás során előkerült egy összehajtható kés és két kötél is. Vért vettek tőle, majd a rosztovi KGB-főhadiszálláson egy cellába zárták egy álcázott rendőrségi informátorral, akinek az volt a feladata, hogy próbáljon meg Csikatilóval beszélgetni és megtudni tőle minél többet. A következő nap, november 21-én Issza Kosztojev vezetésével megkezdődött Csikatilo kihallgatása. A rendőrség által választott kihallgatási stratégia lényege az volt, megpróbálták rávezetni Csikatilót arra, hogy ő egy beteg ember és orvosi segítségre van szüksége. Az volt a cél, hogy Csikatilóban reményt ébresszenek, ha bevallja tetteit, akkor nem emelnek vádat ellene beszámíthatatlanságra és elmeállapotára hivatkozva. A rendőrség tisztában volt azzal, hogy legfeljebb 10 napig tarthatnak fogva valakit, utána el kell engedniük a gyanúsítottat, ha nem vádolják semmivel.

### Laboreredmény
November 21-én a vérvizsgálat ugyanazt az eredményt mutatta ki, amit korábban: Csikatilo vércsoportja A és nem AB.
Csikatilo a kikérdezés során végig tagadta, hogy ő követte volna el a gyilkosságokat, csak azt ismerte be, hogy tanárként molesztálta a diákjait. A Kosztojev által követett kihallgatási taktika Csikatilot védekezésre ösztönözte; a vele egy cellába zárt informátor arról tájékoztatta a rendőrséget, hogy Csikatilo elmondta neki, Kosztojev folyamatosan az áldozatokon talált csonkításokról kérdezi őt.

## Csikatilo vallomása
November 29-én Burakov és Fetyiszov kérésére Alekszandr Buhanovszkij is segített a gyanúsított kihallgatásában. Ő volt az a pszichiáter, aki 1985-ben pszichológiai jellemzést írt az akkor még ismeretlen elkövetőről. Buhanovszkij az általa készített 65 oldalas jellemzésből részleteket olvasott fel Csikatilónak. Két óra múlva Csikatilo bevallotta Buhanovszkijnak, hogy valóban ő követte el azokat a bűntényeket amiért letartóztatták. Később Buhanovszkij jelentette a nyomozóknak, hogy Csikatilo készen áll a vallomásra.
A Buhanovszkij által, Csikatilóval való beszélgetése alatt készített jegyzetek alapján, Kosztojev vádat emelt Csikatilo ellen november 29-én, pont annak a 10 napos határidőnek utolsó estéjén, ami után el kellett volna engedniük Csikatilót ha nem vádolják meg.
A következő nap reggelén, november 30-án ismét Issza Kosztojev vette át a kihallgatás irányítását. Csikatilo a rendőrség által hozzá kötött 36 gyilkosságból 34-et ismert be, két gyilkosság esetében tagadta a vádat:az egyik Ljubov Golovaha, akit megfojtva találtak meg Rosztov egyik körzetében 1986. július 23-án és akinek esetében a nyomozóknak kétségük támadt, hogy vajon az általuk keresett személye követte-e el a bűntényt; a másik pedig Irina Pogorelova, akit Batajszkban találtak meg 1986. augusztus 18-án; a rajta található sérülések alapján a nyomozók ezt a gyilkosságot is a keresett sorozatgyilkos számlájára írták.(A tárgyalás során Csikatilo egyik kirohanásában nyomatékosan kijelentette, hogy ő végzett Pogorelovával, akit ebben a dühkitörésben a nevén is nevezett).
Csikatilo a kihallgatás során minden egyes gyilkosságról részletesen beszámolt és ez összhangban volt a bűntényekről kiderült tényekkel. További kérdezősködésre nagyjából felvázolta a gyilkosságok helyszínét, leírta az áldozatok testhelyzetét, illetve a helyszín közelében található ismertetőjegyeket is. Emellett további részleteket is felidézett: az egyik áldozat, a 19 éves tanuló Anna Lemeseva esetében, akivel 1984. július 19-én végzett a Sahti vasútállomás közelében, visszaemlékezett arra, hogy a lányt megfélemlítette, mire az kijelentette, hogy a fiúja, akit Barsz-nak hívtak, bosszút fog állni rajta, amiért bántotta őt. Lemeseva barátjának neve volt Barsz ami oda volt tetoválva a lány karjára.
Áldozataira, akiket elcsalt egy rejtett helyre mielőtt megölte őket, tévesen, úgy hivatkozott, mint "elzavart, száműzött elemekre". Sok esetben, különösen (de nem kizárólagosan) a férfi áldozatainál elmondta, hogy megkötözte a hátuk mögött a kezüket egy hosszú kötéllel mielőtt megölte őket. Rendszerint késsel sokszor megszúrta áldozatát, kezdetben csak sekélyebb sebeket okozva a mellkason, majd mélyebben és erősebben – általában 30-50-szer – sújtott le az áldozatra és ezután herélte ki. Mint állította, szakértője lett annak, hogyan kerülje el az áldozat testéből kifröccsenő vér útját, hozzátéve azt, hogy az áldozatok „sírása, agóniája és a vér megnyugvást adott és kielégülést”. Amikor megkérdezték tőle, hogy a későbbi áldozatai esetében miért nem vájta ki a szemüket, mint a korábbi áldozatok esetében, azt felelte, hogy kezdetben hitt abban a babonában, mely szerint az áldozatok szemében látható lesz gyilkosuk képe. De később rájött, hogy ez csak egy kitalált dolog és így abbahagyta az áldozatok szemének kivágását.

### Pszichiátria megfigyelés
Miután a rendőrség végzett a kihallgatásával, Csikatilót átszállították a Szerbszkij-intézetbe egy 60 napos pszichiátriai megfigyelésre, hogy megállapítsák, mentálisan megfelelő-e ahhoz, hogy bíróság elé állítsák. A férfit Andrej Tkacsenko vizsgálta, aki október 18-án azt állapította meg, hogy Csikatilo – annak ellenére, hogy szadista vonásokkal, borderline személyiségzavarban szenved – épelméjű és bíróság elé állhat. December 11-én a letartóztatás részleteit és Csikatilo által elkövetett gyilkosságok rövid összefoglalóját a rendőrség átadta a médiának.

## Tárgyalás és ítélet
Csikatilót 1992. április 12-én állították bíróság elé, 53 rendbeli gyilkosság illetve tanárként elkövetett 5 rendbeli fiatalok ellen elkövetett szexuális zaklatás vádjával. A tárgyalás a Rosztovi Járási Bíróság, 5-ös számú termében zajlott Leonyid Akubzsanov bíró elnöklete alatt.
Csikatilo tárgyalása volt az első nagyobb esemény az orosz média liberalizálódása óta. Röviddel Csikatilo Szerbszkij-intézeti pszichiátriai vizsgálata után a rendőrség sajtókonferenciát tartott, ahol ismertették Csikatilo által elkövetett gyilkosságokat, azonban teljes neveket és fotókat nem hoztak nyilvánosságra. A média az első tárgyalási napon találkozhatott Csikatiloval, akit a tárgyalóteremben egy rácsos cellába kísértek be, hogy megvédjék őt az áldozatok jelenlévő felbőszült és gyakran hisztérikus állapotban lévő hozzátartozóitól. A tárgyalás első heteiben a sajtó gyakran szenzációhajhász és túlzásba vitt főcímekkel közölte a gyilkosságok részleteit, Csikatilót „kannibálnak”, „őrültnek” illetve „borotvált fejű démonnak” titulálták (A borotválás a börtönben foganatosított kötelező eljárás volt a tetvek terjedése ellen).
A bíró a tárgyalás első két napján ismertette a Csikatilo ellen felhozott összes vádpontot. Minden gyilkosságot egyesével kitárgyalt, előfordult, hogy az áldozatok hozzátartozói elsírták magukat, vagy elájultak, mikor a rémtettek részleteire fény derült.
Miután a bíró ismertette a vádpontokat, kijelentette a tárgyalóteremben összegyűlt újságíróknak, hogy nyílt tárgyalást szándékozik lefolytatni az ügyben, mint fogalmazott: „Ez a tárgyalás legalább megtanít minket arra, hogy ilyen soha többé és sehol ne forduljon elő újra”. Ezután Akubzsanov felszólította Csikatilot, hogy álljon fel, azonosítsa magát, adja meg születésének helyét és idejét.

## Az áldozatok
| #   | Név                    | Nem | Kor   | A gyilkosság dátuma       | Megjegyzés |
| --- | ---------------------- | --- | ----- | ------------------------- | --- |
| 1.  | Jelena Zakotnova       | N   | 9     | 1978. december 22.        | Csikatilo első áldozata. Csikatilo akkor találkozott vele, mikor a lány hazafelé tartott a korcsolyapályáról.                             |
| 2.  | Larisza Tkacsenko      | N   | 17    | 1981. szeptember 3.       | Csikatilo akkor találkozott vele, mikor várta a buszt, amellyel a kollégiumba ment.                                                       |
| 3.  | Ljubov Birjuk          | N   | 13    | 1982. június 12.          | Birjukkal akkor találkozott, amikor a lány hazafelé tartott a bevásárlásból.                                                              |
| 4.  | Ljubov Volobujeva      | N   | 14    | 1982. július 25.          | Egy gyümölcsösben végzett vele a krasznodari repülőtér közelében. Testét augusztus 7-én találták meg.                                     |
| 5.  | Oleg Pozsidajev        | F   | 9     | 1982. augusztus 13.       | Csikatilo első férfi áldozata. Pozsidajevet Adigeföldön ölte meg, testét sosem találták meg.                                              |
| 6.  | Olga Kuprina           | N   | 16    | 1982. augusztus 16.       | Kazacsji Lageriben végzett vele. A testét október 27-én találták meg.                                                                     |
| 7.  | Irina Korabelnyikova   | N   | 19    | 1982. szeptember 8.       | Csikatilo Sahti állomásról csalta el, szeptember 20-án találták meg.                                                                      |
| 8.  | Szergej Kuzmin         | F   | 15    | 1982. szeptember 15.      | Egy kollégiumból szökött meg. Kuzmin testét Sahti állomás mellett találták meg 1983 januárjában.                                          |
| 9.  | Olga Sztalmacsonok     | N   | 10    | 1982. december 11.        | Novoshahtyinszkban csalta le a buszról, miközben a lány a zongoraórájáról tartott hazafelé.                                               |
| 10. | Laura Szarkiszjan      | N   | 15    | 1983. június 18. után     | Egy erdős területen ölték meg egy vasúti vágány közelében Sahti mellett. Csikatilót felmentették ez alól a gyilkosság alól.               |
| 11. | Irina Dunyenkova       | N   | 13    | 1983. július              | Dunyenkova testét az Aviátorok parkjában találták meg Rosztovban, 1983. augusztus 8-án.                                                   |
| 12. | Ljudmila Kusuba        | N   | 24    | 1983. július              | Hajléktalan, kétgyermekes anya akit a Sahti buszállomás melletti erdőben ölt meg Csikatilo. 1984. március 12-én találták meg.             |
| 13. | Igor Gudkov            | F   | 7     | 1983. augusztus 7.        | Csikatilo legfiatalabb áldozata, az Aviátorok parkjában ölte meg Rosztovban. Gudkov esetét kapcsolták össze elsőként a sorozatgyilkossal. |
| 14. | Ismeretlen nő          | N   | 18–25 | 1983. július–augusztus    | Csikatilo azt állította, hogy akkor találkozott vele, mikor az áldozat egy „autós férfit”(kuncsaftot) keresett.                           |
| 15. | Valentyina Csucsulina  | N   | 22    | 1983. szeptember 19. után | Csucsulinát november 27-én találták meg a Kirpicsnaja állomás melletti erdős területen.                                                   |
| 16. | Vera Sevkun            | N   | 19    | 1983. október 27.         | Sahti melletti bányásztelepen találták meg október 30-án.                                                                                 |
| 17. | Szergej Markov         | F   | 14    | 1983. december 27.        | Hazafelé tűnt el, 1984. január 4-én találták meg.                                                                                         |
| 18. | Natalja Salapinyina    | N   | 17    | 1984. január 9.           | A rosztovi Aviátorok parkjában ölték meg. Salapinyina közeli barátnője volt Olga Kuprinának, akivel Csikatilo 1982-ben végzett.           |
| 19. | Marta Rjabenko         | N   | 45    | 1984. február 21.         | Csikatilo legidősebb áldozata, akit a rosztovi Aviátorok parkjában ölt meg.                                                               |
| 20. | Dmitrij Ptasnyikov     | F   | 10    | 1984. március 24.         | Egy újságos kioszk elől csalta el Novosahtyinszkban.                                                                                      |
| 21. | Tatyjana Petroszjan    | N   | 29    | 1984. május 25.           | A gyerekével együtt ölték meg Sahti mellett. Ismerte Csikatilót 1978 óta.                                                                 |
| 22. | Szvetlana Petroszjan   | N   | 10    | 1984. május 25.           | Szvetlana tanúja volt, hogy Csikatilo megöli az anyját mielőtt a gyilkos vele is végzett.                                                 |
| 23. | Jelena Bakulina        | N   | 21    | 1984. június 22.          | Bakulinát augusztus 27-én találták meg a Rosztovi terület Bagajevszkajai járásában.                                                       |
| 24. | Dmitrij Illarionov     | F   | 13    | 1984. július 10.          | Eltűnt, miközben orvosi igazolásért ment egy nyári táborozáshoz.                                                                          |
| 25. | Anna Lemeseva          | N   | 19    | 1984. július 19.          | Tanuló, aki a fogorvoshoz menet tűnt el, Sahtiban ölték meg.                                                                              |
| 26. | Szvetlana Cana         | N   | 20    | 1984. július 28. körül    | Rigai volt, testét 1984. szeptember 9-én találták meg a rosztovi Aviátorok parkjában.                                                     |
| 27. | Natalja Goloszovszkaja | N   | 16    | 1984. augusztus 2.        | Novosahtyinszki látogatása alatt tűnt el, húga akkor látta őt utoljára. A rosztovi Aviátorok parkjában ölték meg.                         |
| 28. | Ljudmila Alekszejeva   | N   | 17    | 1984. augusztus 7.        | Egy buszmegállóból csalta el Csikatilo, azzal az indokkal, hogy mutat neki egy rövidebb utat a rosztovi buszpályaudvarhoz.                |
| 29. | Ismeretlen nő          | N   | 20–25 | 1984. augusztus 8-11.     | Egy üzleti útján ölte meg Csikatilo Taskentben.                                                                                           |
| 30. | Akmaral Szejdalijeva   | N   | 10    | 1984. augusztus 10.       | Alma-Atából szökött meg, szintén Taskentben ölték meg.                                                                                    |
| 31. | Alekszandr Csepel      | F   | 11    | 1984. augusztus 28.       | A Don folyó mellett ölték meg, közel ahhoz a helyhez ahol Csikatilo Alekszejevával végzett.                                               |
| 32. | Irina Lucsinszkaja     | N   | 24    | 1984. szeptember 6.       | Egy rosztovi könyvtáros, akit a rosztovi Aviátorok parkjában öltek meg.                                                                   |
| 33. | Natalja Pohlisztova    | N   | 18    | 1985. július 31.          | A Domogyedovói repülőtér közelében csalták le a vonatról, augusztus 3-án találták meg.                                                    |
| 34. | Irina Guljajeva        | N   | 18    | 1985. augusztus 27.       | Sahti buszállomás mellett ölték meg, másnap akadtak rá a testére.                                                                         |
| 35. | Oleg Makarenkov        | F   | 13    | 1987. május 16.           | Revdában ölték meg. Csikatilo vezette el letartóztatása után a rendőrséget Makarenkov maradványaihoz.                                     |
| 36. | Ivan Biloveckij        | F   | 12    | 1987. július 29.          | Zaporizzsja melletti erdős területen ölték meg, testét saját apja találta meg július 30-án.                                               |
| 37. | Jurij Tyeresonok       | F   | 16    | 1987. szeptember 15.      | Leningrádban csalták le a vonatról. Csikatilo vezette el letartóztatása után a rendőrséget Tyeresonok maradványaihoz.                     |
| 38. | Ismeretlen nő          | N   | 22–28 | 1988. április 1-4.        | Krasznij Szulin állomás melletti vasgyár közelében ölték meg, április 6-án találták meg a testét.                                         |
| 39. | Alekszej Voronko       | F   | 9     | 1988. május 15.           | Voronkót Ilovajszk állomás közelében ölték meg.                                                                                           |
| 40. | Jevgenyiyj Muratov     | F   | 15    | 1988. július 14.          | 1985 óta az első Rosztov közelében megölt áldozat. Muratovot 1989. április 10-én találták meg.                                            |
| 41. | Tatyjana Rizsova       | N   | 16    | 1989. március 8.          | Krasznij Szulinból szökött meg, Csikatilo a saját lánya lakásában végzett vele.                                                           |
| 42. | Alekszandr Gyjakonov   | F   | 8     | 1989. május 11.           | Egy nappal 8. születésnapja után ölték meg Rosztov belvárosában. Július 14-én találták meg.                                               |
| 43. | Alekszej Moiszejev     | F   | 10    | 1989. június 20.          | Moszkva keleti részén ölték meg. Csikatilo letartóztatása után vallotta be ezt a gyilkosságot.                                            |
| 44. | Varga Ilona            | N   | 19    | 1989. augusztus 19.       | Magyarországról, jött kisgyermekes hallgató volt. A buszról csalták le és egy Rosztov környéki faluban végeztek vele.                     |
| 45. | Alekszej Hobotov       | F   | 10    | 1989. augusztus 28.       | A sahti színház elől tűnt el. Csikatilo vezette el a rendőrséget letartóztatása után az áldozathoz.                                       |
| 46. | Andrej Kravcsenko      | F   | 11    | 1990. január 14.          | Egy moziból csalták el, Sahtiban ölték meg, teste február 19-én került elő.                                                               |
| 47. | Jaroszlav Makarov      | F   | 10    | 1990. március 7.          | Rosztov állomásról csalta el Csikatilo. A rosztovi botanikus kertben végeztek vele.                                                       |
| 48  | Ljubov Zujeva          | N   | 31    | 1990. április 4.          | Donleszhoz állomásról csalták el, augusztus 24-én találták meg.                                                                           |
| 49. | Viktor Petrov          | F   | 13    | 1990. július 28.          | A rosztovi botanikus kertben ölték meg, pár méterre attól a helytől ahol Csikatilo Makarovval végzett.                                    |
| 50. | Ivan Fomin             | F   | 11    | 1990. augusztus 14.       | A novocserkasszki városi strandon ölték meg, augusztus 17-én került elő a teste.                                                          |
| 51. | Vagyim Gromov          | F   | 16    | 1990. október 17.         | Egy szellemi fogyatékos tanuló Sahtiból. Gromovot a vonatról csalták le mialatt Taganrogba utazott.                                       |
| 52. | Viktor Tyiscsenko      | F   | 16    | 1990. október 30.         | Sahtiban ölték meg. Tyiscsenko küzdött az életéért, ő harapta meg és törte el Csikatilo ujját.                                            |
| 53. | Szvetlana Korosztyik   | N   | 22    | 1990. november 6.         | Csikatilo utolsó áldozata. Maradványait november 13-án találták meg a Donleszhoz állomás melletti erdős részen                            |

### Lábjegyzet
Leonyid Akubzsanov bíró bizonyítékok hiányában felmentette Csikatilót a 15 éves Laura Szarkiszjan megölésének vádja alól. Az örmény területről elszökött Szarkiszjant a családja látta utoljára június 18-án. A vallomása során Csikatilo elismerte, hogy megölt egy örmény lányt 1983 nyarának elején a Kirpicsnaja állomás közeli erdős területen. Csikatilo, mikor képen megmutatták neki a lányt nem ismerte fel, azonban a lány eltűnésének dátuma megegyezett és Csikatilo pontos leírást adott a lány ruházatáról és a tett színhelyéről. Mindezek ellenére az áldozat megtalált földi maradványai alapján nem lehetett pontosan megállapítani a kilétét.
Annak ellenére, hogy Csikatilo 6 gyilkosság esetében tagadta a vádat, az ellen sosem tiltakozott, hogy Szarkiszjan az ő áldozata volt.

### További lehetséges áldozatok
- Csikatilo további 3 gyilkosságot vallott be, amelyeket a rendőrség képtelen volt leellenőrizni. Csikatilo vallomása alapján ezekkel az áldozatokkal Sahti mellett végzett az 1980 és 1982 közötti időszakban. Vallomása ellenére a rendőrség nem akadt az áldozatok nyomára az eltűnt személyek között és az áldozatok maradványait sem találták meg. Ezen okoknál fogva ezzel a 3 gyilkossággal nem vádolták.
- Csikatilo volt az első számú gyanúsítottja a 18 éves Irina Pogorelova titkárnő ellen elkövetett gyilkosságnak is, aki 1986. augusztus 16-án tűnt el és akinek a testét az egyik kolhoz területén találták meg augusztus 18-án. Pogorelova testén hasonló csonkítások voltak, mint Csikatilo azon áldozatain akiket 1986 előtt illetve után ölt meg. Az első vallomásában tagadta, hogy ő ölte volna meg a lányt, de a tárgyaláson már bevallotta, hogy ő végzett vele.
- A tárgyaláson Csikatilo további 4 gyilkosságról tett említést azon az 53-on kívül, amivel megvádolták. Feltételezhetően az első három az a három gyilkosság, amelyet a rendőrség nem tudott leellenőrizni, a negyedik áldozat pedig Pogorelova. Ha Csikatilo által állított 4 további gyilkosságot is elkövette, akkor Csikatilo összes áldozatának a száma eléri az 57-et.

## Kivégzés
1994. január 4-én az orosz elnök, Borisz Jelcin elutasította a végső kegyelmi kérvényt. 1994. február 14-én Csikatilót a novocserkasszki börtön egyik hangszigetelt szobájába vitték, majd egyetlen fejlövéssel kivégezték.

## A Csikatilo-ügy filmes feldolgozásai
Az ügy legismertebb filmes feldolgozása a HBO által 1995-ben bemutatott X polgártárs (Citizen X) című tévéfilm. A filmben Andrej Csikatilót Jeffrey DeMunn alakította. Az ügyben kulcsszerepet játszott rendőrök, Mihail Fetyiszov és Viktor Burakov szerepét Donald Sutherland, illetve Stephen Rea, Burakov feleségét Imelda Staunton játszotta. A Csikatilót fedező (fiktív) párttitkárt Joss Ackland alakította. A filmet teljes egészében Magyarországon forgatták. A vasútállomáson zajlott jeleneteket a hatvani vasútállomáson forgatták. Kisebb jeleneteket Budapesten, Nagymaroson és Szokolyán is felvettek. Mellékszerepekben számos magyar színész is megjelent (Balkay Géza, Bálint András, Csuja Imre, Dózsa Zoltán, Galkó Balázs, Gera Zoltán, Kóti Kati, Szervét Tibor, Ujlaki Dénes és mások).
2004-ben az ügynek készült egy olasz feldolgozása is, Evilenko címmel. A filmben a neveket megváltoztatták, de a történet ugyanaz. A filmben Malcolm McDowell alakítja a sorozatgyilkost. Mellette játszik még főszerepet a magyar származású új-zélandi színész, Csókás Márton is.
2015-ben mutatták be A 44. gyermek című filmet, amely a Csikatilo-ügy tényein alapul, de azokat szabadon kezelve, nem elsősorban az ügy valósághű bemutatását célozza.